# Bernard Thibault
Bernard Thibault, född 2 januari 1959 i Paris (6:e arrondissementet) , fransk fackföreningsman och ordförande för landets största fackförening CGT sedan 1999.